# Giovanni Maria Zonghi
Giovanni Maria Zonghi (3. srpna 1847, Fabriano – 8. srpna 1941, Řím) byl italský římskokatolický kněz, arcibiskup a předseda Papežské církevní akademie.

## Život
Narodil se 3. srpna 1847 ve Fabrianu.
Dne 3. června 1871 byl vysvěcen na kněze.
Dne 5. prosince 1914 jej papež Benedikt XV. jmenoval titulárním arcibiskupem z Colossæ a předsedou Papežské církevní akademie. Biskupské svěcení přijal 27. prosince 	1914 z rukou kardinála Antonia Vica a spolusvětiteli byli biskup Andrea Cassulo a biskup Algernon Charles Stanley.
Zemřel 8. srpna 1941 v Římě.